# Gangolfsberg (Rhön)
Der Gangolfsberg ist ein 735,8 m ü. NHN hoher Berg der Rhön. Er liegt bei Oberelsbach im bayerischen Landkreis Rhön-Grabfeld.
Der Berg ist vor allem durch seine Basaltsäulen und -prismenwände bekannt. Auf der Gipfelregion befinden sich die Reste der Wallanlage Gangolfsberg.

## Geographie

### Lage
Der Gangolfsberg erhebt sich im Naturpark Bayerische Rhön und im Biosphärenreservat Rhön. Sein Gipfel liegt 3,4 km südwestlich von Roth vor der Rhön, 4,6 km südwestlich von Stetten, 5 km westlich von Sondheim vor der Rhön, 3,6 km westnordwestlich von Urspringen, 3,7 km nordwestlich von Oberelsbach und 3,3 km nordnordöstlich von Ginolfs. Jenseits der 4,2 km (jeweils Luftlinie) entfernten bayerisch-hessischen Grenze, zu welcher die Landschaft aus Richtung des Gangolfsbergs ansteigt, liegt 7 km nordwestlich Wüstensachsen.
Etwa 2 km nordöstlich des Gipfels befindet sich die Rother Kuppe (710,6 m), 1,1 km ostsüdöstlich der Hohe Rodkopf (607,1 m), 1,5 km nordnordwestlich der Ilmenberg (787,1 m). Vorbei am Berg fließen die Els im Südwesten und der Zeeichenbolzenbach (Oberelsbachergraben) im Nordosten.

### Geologie
Der Steilabfall des Südosthangs weist eine der besterhaltenen Basaltprismenwände der Rhön auf; dort führt ein Pfad vorbei. Die Basaltsäulen stehen hier seit der zweiten Hebung der Rhön im ausgehenden Tertiär schräg bis waagerecht. Sogar die Pfadbefestigung und Stufen bestehen aus Basaltprismen. Etwa 250 m südsüdwestlich des Gipfels befindet sich die Basalthöhle Teufelskeller.

### Naturräumliche Zuordnung
Der Gangolfsberg gehört in der naturräumlichen Haupteinheitengruppe Osthessisches Bergland (Nr. 35), in der Haupteinheit Hohe Rhön (354) und in der Untereinheit Zentrale Rhön (354.1) zum Naturraum Ostabfall der Langen Rhön (354.12).

## Schutzgebiete und Geotope

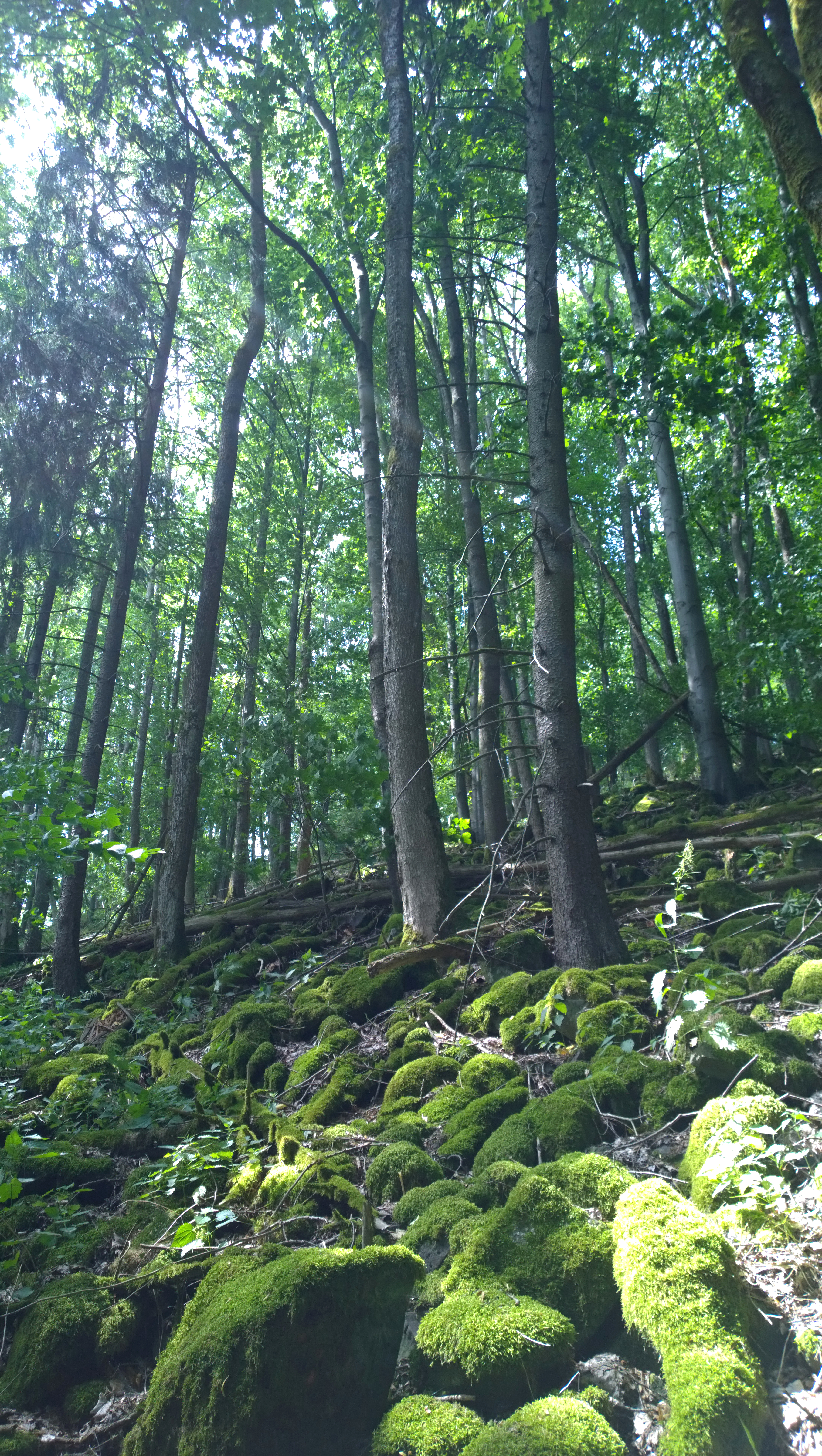
Typischer Blockschuttwald am NSG Gangolfsberg

Auf dem Gangolfsberg liegen Teile des Naturschutzgebiets Gangolfsberg (CDDA-Nr. 81711; 1952 ausgewiesen; 1,826 km² groß), des Landschaftsschutzgebiets Bayerische Rhön (CDDA-Nr. 396113; 959,8027 km²) und des Fauna-Flora-Habitat-Gebiets Bayerische Hohe Rhön (FFH-Nr. 5526-371; 192,6059 km²) sowie das Naturwaldreservat Elsbach.

Auf dem Berg liegen zwei Geotope, die vom Bayerischen Landesamt für Umwelt (LfU) ausgewiesen wurden: Die Basaltprismenwand am Gangolfsberg besteht aus holzstapelartig übereinanderliegenden Basaltsäulen mit 30 bis 40 cm Durchmesser: Eine Infotafel befindet sich am Wandfuß. Der Teufelskeller am Gangolfsberg ist eine Felswand mit Anschnitt zweier Basaltdecken über einer Diskordanz. Er hat eine natürliche Höhle (5 m × 3 m × 1,5 m) unter einem gewaltigen Sturzblock am Fuße der Steilwand. 
Der Berg ist überwiegend mit Laub-Mischwald bedeckt, der aufgrund der geologischen Grundlage von Blockschutthalden (grober Felszersatz) als Blockschuttwald bezeichnet wird und dessen Vorkommen in der Rhön mit zu den größten zusammenhängenden Gebieten dieses Waldtyps in Mitteleuropa gehört.

## Wallanlage, Kapelle, Wüstungen, Wanderheim
Auf dem Gangolfsberg befinden sich die Reste der doppelten Wallanlage Gangolfsberg aus keltischen bis merowingischen Zeiten; auch eine frühmittelalterliche Besiedlung wird angenommen. Auf dem Nordteil steht die Ruine der St. Gangolfskapelle aus dem 8. Jahrhundert. Die dem Heiligen Gangolf gewidmete Kapelle gab dem Berg später seinen Namen. Südöstlich liegen die Wüstungen Wermers (siehe Schweinfurter Haus), Lahr und Lanzig. Rund 650 m östlich des Gipfels steht das Schweinfurter Haus (ca. 575 m).